# وی۸ (موتور جاوااسکریپت)
وی۸ (v8) یک موتور جاوااسکریپت متن‌باز است که توسط شرکت گوگل توسعه یافته و به‌عنوان بخشی از مرورگر گوگل کروم و سایر محصولات مرتبط، از جمله Node.js و Deno، استفاده می‌شود. این موتور با هدف افزایش سرعت اجرا، بهینه‌سازی کد و پشتیبانی از استانداردهای مدرن جاوااسکریپت طراحی شده است.
وی۸ از معماری کامپایل مستقیم به کد ماشین (Machine Code) استفاده می‌کند که به‌جای تفسیر کد جاوااسکریپت، آن را به کد بهینه‌شده برای پردازنده سیستم تبدیل می‌کند. این روش اجرای برنامه‌ها را بسیار سریع‌تر می‌سازد.

### ساختار و نحوه عملکرد
وی۸ از چندین بخش اصلی برای پردازش و اجرای کد استفاده می‌کند:

#### 1. Ignition (مفسر)
Ignition وظیفه ترجمه کد جاوااسکریپت به بایت‌کد (Bytecode) را بر عهده دارد. این بایت‌کد به عنوان ورودی برای مراحل بعدی استفاده می‌شود.

#### 2. TurboFan (کامپایلر بهینه‌ساز)
TurboFan کد بایت‌کد تولیدشده توسط Ignition را تجزیه و تحلیل کرده و آن را به کد ماشین بهینه‌سازی‌شده تبدیل می‌کند. این بخش یکی از عوامل اصلی افزایش سرعت وی۸ است.

#### 3. زباله‌جمع‌کن (Garbage Collector)
وی۸ از یک زباله‌جمع‌کن پیشرفته برای مدیریت حافظه استفاده می‌کند. این سیستم به طور خودکار اشیایی که دیگر مورد استفاده نیستند را حذف می‌کند و فضای حافظه را آزاد می‌سازد.

### مثال: اجرای ساده کد جاوااسکریپت با وی۸
برای توضیح بهتر نحوه عملکرد وی۸، یک مثال ساده از اجرای کد در Node.js (که از وی۸ استفاده می‌کند) آورده شده است:
```
// تعریف یک تابع ساده

function
 
add
(
a
,
 
b
)
 
{

  
return
 
a
 
+
 
b
;

}

// اجرای تابع

console
.
log
(
add
(
5
,
 
3
));
 
// خروجی: 8

```

#### نحوه عملکرد در وی۸:
1. Ignition کد بالا را به بایت‌کد ترجمه می‌کند.
2. TurboFan بایت‌کد را به کد ماشین بهینه‌شده تبدیل می‌کند.
3. وی۸ کد ماشین را به پردازنده ارسال کرده و خروجی تولید می‌شود.

### مثال: استفاده از Node.js برای ایجاد یک سرور
یکی از کاربردهای اصلی وی۸، پشتیبانی از Node.js است که امکان اجرای جاوااسکریپت در سمت سرور را فراهم می‌کند. در زیر نمونه‌ای از کد ایجاد یک سرور با استفاده از Node.js آورده شده است:
```
const
 
http
 
=
 
require
(
'http'
);

// ایجاد یک سرور ساده

const
 
server
 
=
 
http
.
createServer
((
req
,
 
res
)
 
=>
 
{

  
res
.
writeHead
(
200
,
 
{
 
'Content-Type'
:
 
'text/plain'
 
});

  
res
.
end
(
'سلام دنیا! اینجا وی۸ است.'
);

});

// سرور را در پورت 3000 راه‌اندازی می‌کنیم

server
.
listen
(
3000
,
 
()
 
=>
 
{

  
console
.
log
(
'سرور در پورت 3000 اجرا شد.'
);

});

```

#### توضیح:
- در این مثال، وی۸ وظیفه اجرای کد جاوااسکریپت را بر عهده دارد.
- درخواست‌های HTTP پردازش شده و پاسخ‌ها به سرعت ارسال می‌شوند، به لطف بهینه‌سازی‌های داخلی وی۸.

### کاربردها و تأثیرات
1. مرورگرها: وی۸ موتور اصلی اجرای جاوااسکریپت در مرورگر گوگل کروم و سایر مرورگرهای مبتنی بر کرومیوم (مانند مایکروسافت اج و اپرا) است.
2. سرورها: وی۸ به عنوان پایه اصلی Node.js و Deno، ابزارهای اجرای جاوااسکریپت در سمت سرور را فراهم کرده است.
3. بازی‌ها و اپلیکیشن‌های پیچیده وب: عملکرد سریع وی۸، اجرای بازی‌های آنلاین و اپلیکیشن‌های وب پیچیده را ممکن ساخته است.

### فناوری‌های پیشرفته
1. WebAssembly: وی۸ از WebAssembly برای اجرای کدهای کامپایل‌شده با سرعت بالا پشتیبانی می‌کند.
2. Code Caching: ذخیره کد کامپایل‌شده برای بهبود زمان بارگذاری.
3. Dynamic Type Feedback: استفاده از بازخوردهای پویا برای بهینه‌سازی اجرای کد.